# شتاء ساخن (مسلسل)
شتاء ساخن مسلسل سوري، إنتاج عام 2009.

## قصة العمل
يشتمل المسلسل على محاور كثيرة مُشبعة بالأحداث الدرامية المشوقة شكّلت زاد المسلسل الذي انطلق بأحداثه من واقعة حقيقية، إذ يعالج العمل مجموعة من القضايا الإشكالية في المجتمع انطلاقا من جريمة قتل تحدث بقصد السرقة، حيث يتفجر الصراع بين أقطاب العصابة ومن خلالهم تتشعب الخطوط الدرامية لتتناول أموراً تتعلق بصراع يعيشه الابن الضابط لدى معرفه حقيقة والده السارق، أب تفاجئه ابنته بالحقيقة فهي (متحولة جنسياً) وأجرت عملية لتصحح الحالة المرضية التي تعيشها وتتحول إلى ذكر. أرملة تتعامل مع رجل قدم لها الحب كتعويض عن مقتل زوجها فتتزوج منه لتكتشف أنه هو وراء قتل زوجها، علاقات غير مشروعة داخل الكيان العائلي عبر علاقة الأخ الذي يحب زوجة أخيه، الفتاة المتحررة التي تتغير حياتها مئة وثمانون درجة.

## أبطال العمل
- عباس النوري
- باسم ياخور
- جلال شموط
- محمد حداقي
- رنا أبيض

### بالاشتراك مع
- سامية الجزائري
- عبد الرحمن أبو القاسم

### تمثيل
- خالد القيش
- ضحى الدبس
- جيني اسبر
- عاصم حواط
- فادي صبيح
- محمود نصر
- رواد عليو
- جمال العلي
- لمى الحكيم
- سحر فوزي
- عبد الحكيم قطيفان

### ضيوف المسلسل
- سوسن ميخائيل
- لينا كرم
- علاء قاسم
- محمد قنوع